# Мария фон Валдек-Пирмонт
Георгина Хенриета Мария фон Валдек-Пирмонт (на немски: Georgine Henriette Marie Prinzessin zu Waldeck und Pyrmont; * 23 май 1857, Аролзен; † 30 април 1882, Вила Мариенвал до Лудвигсбург) е принцеса от Валдек-Пирмонт и чрез женитба принцеса на Вюртемберг.

## Биография
Тя е третата дъщеря на княз Георг Виктор фон Валдек-Пирмонт (1831 – 1893) и първата му съпруга принцеса Хелена фон Насау-Вайлбург (1831 – 1888), дъщеря на херцог Вилхелм I фон Насау (1792 – 1839) и втората му съпруга принцеса Паулина фон Вюртемберг (1810 – 1856). Баща ѝ се жени втори път 1891 г. за принцеса Луиза фон Зондербург-Глюксбург (1858 – 1936).
Сестра ѝ Емма (1858 – 1934) е омъжена на 17 януари 1879 г. в Аролзен за по-късния крал Вилхелм II фон Вюртемберг (1848 – 1921).
Мария фон Валдек-Пирмонт умира на 30 април 1882 г. на 24 години във Вила Мариенвал до Лудвигсбург при раждането на третото си мъртвородено дете. Тя е погребана в „Старото гробище“ в Лудвигсбург.

## Фамилия
Мария фон Валдек-Пирмонт се омъжва на 15 февруари 1877 г. в Аролзен за принц Вилхелм II фон Вюртемберг (* 25 февруари 1848; † 2 октомври 1921), крал от 1891 г., син на принц Фридрих фон Вюртемберг (1808 – 1870) и Катарина фон Вюртемберг (1821 – 1898). Те имат децата:
- Паулина фон Вюртемберг (* 19 декември 1877, Щутгарт; † 7 май 1965, Лудвигсбург), омъжена на 29 октомври 1898 г. в Щутгарт за княз Вилхелм Фридрих фон Вид (* 27 юни 1872; † 18 юни 1945), син на княз Вилхелм фон Вид (1845 – 1907)
- Кристоф Улрих Лудвиг (* 28 юли 1880, Щутгарт; † 28 декември 1880, Щутгарт)
- дъщеря (*/† 24 април 1882, Лудвигсбург)

Вилхелм II се жени втори път на 8 април 1886 г. за принцеса Шарлота фон Шаумбург-Липе (1864 – 1946).